# وارطان قازانچیان
وارطان واهانی قازانچیان (ارمنی: Վարդան Վահանի Ղազանչյան؛  زادهٔ ۲۲ اکتبر ۱۹۰۷ - درگذشته ژانویهٔ ۱۹۹۰) ادیب اهل ارمنستان بود.

## زندگی
وی در ۲۲ اکتبر ۱۹۰۷ در ونس به دنیا آمد و از دانشگاه دولتی ایروان (۱۹۳۲) و انستیتو ادبیات جهان ماکسیم گورکی (۱۹۴۱) فارغ‌التحصیل گشت. وی عضو اتحادیه نویسندگان اتحاد شوروی بودو در دانشگاه دولتی ایروان، حزب کمونیست ارمنستان، دانشگاه دولتی علوم پرورشی خاچاطور آبوویان ارمنستان، سووتاکان و انستیتو فلسفه، جامعه‌شناسی و حقوق فرهنگسستان ملی علوم جمهوری ارمنستان فعالیت می‌کرد. همچنین برندهٔ جوایزی همچون چهره فرهنگی شایسته ارمنستان شوروی شده است. وی در ژانویهٔ ۱۹۹۰ در سن ۸۲ سالگی درگذشت.